# Berényi György (politikus)
Karancsberényi báró Berényi György (Bodok, 1601. augusztus 21. – 1677) politikus, író.

## Élete
A körmöci kolostori iskolában, majd feltehetőleg külföldi egyetem folytatta tanulmányait. Hazatérése után Semptén a Forgách család, majd Temetvényen a Thurzó család szolgálatában várkapitány volt. Naplót írt az 1634–1635-ös soproni és az 1637–1638-as pozsonyi országgyűlésekről, amelyeken Nyitra vármegye követeként vett részt. A naplók eredetije a gróf Berényi-család Országos Széchényi Könyvtárban őrzött levéltárában van. 1639-től Nyitra vármegye alispánja, 1641-től a vármegyei nemesi felkelés vezetője volt. 1642-ben újra követ volt a pozsonyi országgyűlésen. 1643-ban a királyi seregekhez csatlakozott I. Rákóczi György erdélyi fejedelem ellen. 1646-ban az erdélyi fejedelem szolgálatába állt, de  1648 visszatért a bécsi, királyi udvar hűségére, amely 1655-ben birtokadományt, 1656-ban bárói rangot adott neki. 1659-ben I. Lipót király megbízásából sikertelenül közvetített II. Rákóczi György és Barcsay Ákos közt. 1660-tól a királyi tábla bírája volt, ezt követően királyi tanácsnokként tevékenykedett.